# 549229 Banjanos
549229 Banjanos este o planetă minoră (asteroid) din centura de asteroizi. A fost descoperită pe 24 martie 2011 la Piszkéstetői Obszervatórium⁠(d) de  și a fost numită după Bán János⁠(d). 
Obiectul prezintă o orbită caracterizată de o semiaxă mare de 3,0118497272376 UAi, o excentricitate de 0,068071232715074, o înclinație de 9,7893466558282 ° în raport cu ecliptica.